# Срби на Аљасци
Срби на Аљасци су подгрупа Срба из Америке настањених на Аљасци

## Историја
Срби живе на Аљасци од најранијих дана америчких насеља у 19. веку. Многи Срби дошли су на Аљаску за време златне грознице у Клондајку, крајем деведесетих година 19. века да да се обогате, баш као што су долазили и раније за време златне грознице у Калифорнији.
Примарне области које су кроз историју насељавали Срби на Аљасци били су градови Џуно, Охајо, Фербанкс, Кечикан и Ситка. Многи Срби су за време златне грознице населили и суседни канадски град Јукон, као што је случај са познатим српско-канадским рударом и авантуристом Михајлом Војнићем.
1893. године, српски рудари на Аљасци у граду Џуно су изградили православну цркву Светог Николе заједно са индијским домородачким племеном Тингит, који су неколико деценија раније прешли у православну веру, под утицајем руског народа.
 За време (али и деценију пре) Првог светског рата у граду Џуно основана су два српска друштва за очување српских обичаја и наслеђа на Аљасци. Постојало је 1903. године у Дагласу "Српско добротворно друштво", које је деловало у оквиру "Првог Српског савеза". 1905. године основан је Српско-црногорски часопис у Дагласу. Срби су такође чинили већину рудара у руднику злата Тредвел, све до његовог колапса 1917. и касније затварања 1922. године. Током синдикалних сукоба у склопу Западне федерације рудара, погинула су два српска рудара. 1910. године дошло је до велике експлозије на дубини од око 335. метара у мексичком руднику Тредвил, а страдало је 39 мушкараца, од тога 17 њих рођених у Србији.
Током Првог светског рата, многи Срби из Америке су се добровољно пријавили у борбе, а хиљаде њих су долазили управо са Аљаске.

За време тридесетих и четрдесетих година 20. века, југословенски мигранти, углавном Срби поседовали су велики број фирми и барова у Фербанксу. У време између светских ратова, многи српски мушкарци су се са Аљаске враћали у Југославију како би пронашли жене, са њима се вратили на Аљаску и тамо основали породице. 

Данас постоји велики број српских заједница широм Аљаске, а највећа је у граду Џуно. У периоду од почетка 21. века до данас, постало је уобичајено да српски радници годишње одлазе на Аљаску због посла, где остају неколико месеци са привременим радним визама.

## Познати Срби на Аљасци
Списак познатих људи са Аљаске, који су Срби или имају српско порекло :
- Алекс Милер - државни лобиста Аљаске
- Френк Ператровић - политичар и бизнисмен, председник више српских друштва
- Били Реј - политичар
- Стив Вуковић - политичар
- Џон Бутровић - бизнисмен и политичар
- Џон Хајдуковић - пионир и предузетник у месту Биг Делта
- Мајк Пушић - бивши градоначелник Дагласа у граду Џуно
- Божидар Перовић - морски биолог Акутан
- Мајк Степовић - последни територијални гувернер Аљаске